# Bounos
Bounos (altgr. Βουνός = Hügel; lat. Bunus) war in der griechischen Mythologie der Sohn des Hermes und der Alkidamaia. Als Aietes, der König von Korinth, die Stadt verließ übergab er die Regierung an Bounos. Er gründete am Weg von Korinth hinauf nach Akrokorinth ein Heiligtum für Hera, die nach ihm Bounaia genannt wurde.
Nach seinem Tode fiel die Herrschaft an Epopeus, den König von Sikyon.